# Heinrich Horn (Schiff)
Die Heinrich Horn war ein im Auftrag der H. C. Horn aus Schleswig auf der Schiffswerft von Henry Koch in Lübeck erbauter Frachtdampfer.
Sie war 1431 Bruttoregistertonnen groß und hatte bei 881 NRT eine Tragfähigkeit von 2325 t. Sie wurde von einer III.-Exp.-Maschine der Ottensener Maschinenfabrik J. F. Ahrens in Altona mit 625 PSi angetrieben und am 4. November 1900 an die H. C. Horn & Genossen abgeliefert.
Das Dampfschiff ging am 27. Mai 1903 in das Eigentum des jüngeren Bruders und der von ihm 1902 in Lübeck gegründeten Dampfschiffreederei „H. C. Horn“ in Lübeck über.
Mit einer Ladung Holz aus Schweden unterwegs in Richtung Delfzijl strandete das Schiff während eines schweren Sturms am 2. Dezember 1917 in der Otzumer Balje bei Langeoog. Die Dr. Krause, das Langeooger Ruderrettungsboot, konnte wetterbedingt erst am 4. Dezember an dem Havaristen längsseits gehen. Dort war zu diesem Zeitpunkt jedoch niemand mehr an Bord.
Ab dem 18. Mai 1918 wurden Abbrucharbeiten am Wrack durchgeführt.